# بگ‌بگ بان خشگ
بگ‌بگ بان خشگ روستایی است از توابع بخش چوار شهرستان ایلام در استان ایلام ایران.
این روستا در ۴۰ کیلومتری شهر ایلام و دامنه کوه چال زرد واقع شده‌است.

## جمعیت
این روستا در دهستان ارکوازی قرار داشته و براساس سرشماری سال ۱۳۹۵ جمعیت آن ۵۷
نفر (۱۴ خانوار) بوده‌است.